# Santorio Santorio
Santorio Santorio   (Koper, 29 de març de 1561 - Venècia, 22 de febrer de 1636) també conegut com a Santorio Sanctorius, Sanctorio Sanctorio, Santorio Santorii, Sanctorius de Pàdua, i diverses combinacions d'aquests noms, fou un fisiòleg, metge i professor italià que va introduir un enfocament quantitatiu en la medicina. També és conegut com l'inventor de diversos dispositius mèdics, incloent el termòmetre. La seva obra De Statica Medicina, escrita el 1614, ha influït en diverses generacions de metges.

## Biografia
Va estudiar a la Universitat de Pàdua on es va graduar en medicina el 1582. Després de la seva graduació va exercir a les terres del nord de l'Adriàtic llavors sota la República de Venècia (avui Croàcia i Eslovènia) i, probablement a Polònia. De tornada a República de Venècia el 1599, es va establir a Venècia on va exercir la medicina pràctica amb gran èxit i va consolidar la seva amistat amb Sarpi, Sagredo, Mercurial i Galileu. No se sap si l'adaptació del pèndol per a la pràctica mèdica va ser o no va ser inspirada per les discussions amb Galileu sobre els experiments d'aquest últim amb pèndols: l'instrument va ser de fet descrit per primera vegada al llibre de Santorio 'Methodi vitandorum errorum omnium qui in arte medica contingunt, publicat a Venècia el 1602 el mateix any que Galileu feia esment dels seus estudis en una carta a Guidobaldo del Monte.
En 1611 es va convertir en professor de medicina teòrica a la Universitat de Pàdua. Va publicar descripcions d'aparell termomètric que reflectien els dispositius d'Heró d'Alexandria, i que demostraven ser més avançades que les mostrades prèviament per Galileu. El 1624 va abandonar la càtedra per dedicar-se a la pràctica privada de la medicina.

## Activitat científica
Fou un pioner en l'ús de mesures físiques a la medicina; el seu dispositiu més famós fou una gran balança (statera medica) utilitzada per estudiar les transformacions metabòliques en els subjectes experimentals entre els quals hi havia el propi Galileu. Va ser un pioner en l'ús del mètode experimental el qual incloïa la importància i la necessitat de replicar els seus experiments durant uns trenta anys. Considerat erròniament el fundador de la iatromecànica, en va ser, però, l'inspirador, amb els seus importants estudis sobre metabolisme i termoregulació humana. Fou el primer a quantificar la perspiratio insensibilis i a introduir a la medicina l'ús del termòmetre clínic que ell mateix ideà.
Santorio inventà altres instruments (pulsilogi, higròmetre, "llit artificial", "eolípila medica", "termòmetre lunar") amb la intenció de traduir en nombre i determinar amb exactitud matemàtica els paràmetres vitals humans.

## Obres principals
- Santorio Santorio. P. Aubert. Sanctorii Sanctorii ... Methodi vitandorum errorum omnium qui in arte medica contingunt libri quindecim. Nunc primum accessit eiusdem authoris De inventione remediorum liber (en llatí), 1603.,
- Santorio Santorio. David Lopes de Haro. Ars de statica medicina, 1612.
- Commentaria in artem medicinalem Galeni, 1614.
- Nova pulsuum praxis morborum omnium diagnosim prognosim et medendi aegrotis rationem statuens, sine eorum relatione, 1624.
- Commentaria in primam fen primi libri canonis Auicennae, 1625.
- Commentaria in primam sectionem Aphorismorum Hippocratis, 1629.
- Opera omnia, 1660.